# Talteori
Talteori er en gren af matematikken og er som det fremgår forskellige teorier om tal. Heraf kan nævnes bl.a. primtal, fuldkomne tal og Fermats sidste sætning. Bemærk desuden at der for det meste kun regnes med hele tal i forbindelse med talteori.

## At gå op i tal
I daglig tale, snakker man ofte om, at et tal går op i et andet. Helt præcist gælder følgende:
Ethvert helt tal {\displaystyle n} kan skrives på formen:
{\displaystyle n=qm+r,\quad n,q,m,r\in \mathbb {Z} ,\quad m\not =0,\quad 0\leq r<m}
Hvis {\displaystyle r} er lig 0 gælder således at {\displaystyle n} er et multiplum af {\displaystyle m}, og at {\displaystyle m} dermed pr. definition går op i {\displaystyle n}. Dette skrives også: {\displaystyle m\mid n}
Ved indførelsen af begrebet største fælles divisor (se divisor) af to tal fås en række interessante sammenhænge, såsom Bezouts identitet som en række matematiske beviser bygger på. En effektiv metode til at finde to tals største fælles divisor er Euklids algoritme.

## Primtal
Et primtal er et naturligt tal med 2 divisorer (1 og tallet selv). For at illustrere hvad der menes, kan vi betragte de første 10 tal i vores system, og vurdere om de er primtal.
1 opfattedes som fortalt ikke som et primtal
2 er et primtal, fordi kun 1 og 2 går op i det.
3 er et primtal, fordi kun 1 og 3 går op i det.
4 er ikke et primtal, fordi 2 går op i det.
5 er et primtal, fordi hverken 2, 3 eller 4 går op i det.
6 er ikke et primtal fordi både 2 og 3 går op i det.
7 er et primtal fordi hverken 2, 3, 4, 5 eller 6 går op i det.
8 er ikke et primtal fordi 2 og 4 går op i det.
9 er ikke et primtal fordi 3 går op i det.
10 er ikke primtal fordi 2 og 5 går op i det.
Man kan yderligere konkludere at det eneste lige primtal der findes er 2, da 2 går op i alle øvrige lige tal.
| Matematik | Spire Denne artikel om matematik er en spire som bør udbygges. Du er velkommen til at hjælpe Wikipedia ved at udvide den. |

- Wikimedia Commons har flere filer relateret til Talteori